# ベラージオ (ホテル)
ベラージオ（Bellagio Las Vegas）は、アメリカ合衆国ネバダ州ラスベガスにあるカジノホテルである。
ホテル名の由来は、北イタリア、スイスにほど近いコモ湖畔に実在するコムーネ。
一部のガイドブックでは「ベラッジオ」と表記されているが、ホテルの公式ページなどではイタリア語の発音に近い「ベラージオ」となっている。
尚、現地ラスベガスでの発音は「ブラージョウ」に近い。
1998年、スティーブ・ウィン率いるミラージュリゾートが、3億7500万ドルを費やし完成させたが、その後、会社は敵対的 TOBに遭い、紆余曲折の結果、2006年現在はMGMリゾーツ・インターナショナルによって運営されている。映画オーシャンズ11や、パリス・ヒルトンのプライベートな性行為を映したとして話題になったワン・ナイト・イン・パリスはこのホテルで撮影が行われた。

## アトラクション
- オー（O）シルク・ドゥ・ソレイユのショー
- 噴水ショー　ホテルの建物とラスベガス大通りの間に、（砂漠の真ん中の街に）コモ湖をイメージした巨大な池が造られており、そこで行われる、音楽と噴水を同期させたショー（無料）は観光名所となっている。
- アートギャラリー　元々は当初のオーナーであるスティーブ・ウィン所有の芸術作品を展示していた施設。現在もピカソなどが展示されている。

## レストラン/バー/ クラブ
- ピカソ (Picasso)　ピカソの絵が壁に展示してあるフレンチレストラン
- イエローティル（Yellowtail)　和食レストラン